# Den sommaren
Den sommaren är en svensk dokumentärfilm som hade premiär i Sverige den 31 augusti 2018. Filmen som premiärvisades på Telluride Film Festival i Telluride, Colorado, USA i september 2017 har regisserats av Göran Hugo Olsson, som även skrivit manus.

## Handling
Göran Hugo Olsson får av Joslyn Barnes ett gammalt ofärdigt filmmaterial. Filmen är regisserad av fotografen Peter Beard och spelades in 1972 i East Hampton, New York. Filmen som handlade om den excentriska mamman och dottern Bouvier Beale och deras liv och möten med flera kändisar blev aldrig offentlig 1972, men har nu restaurerats och sammanställts till Den sommaren.

## Medverkande
| - Edith Bouvier Beale – Sig själv - Edith 'Little Edie' Bouvier Beale – Sig själv - Peter Beard – Sig själv - Lee Radziwill – Sig själv - Jacqueline Kennedy – Sig själv - Caroline Kennedy – Sig själv | - John Kennedy Jr. – Sig själv - Anthony Radziwill – Sig själv - Anna Radziwill – Sig själv - Mick Jagger – Sig själv - Bianca Jagger – Sig själv - Andy Warhol – Sig själv |